# Chrysocolaptes stricklandi
Chrysocolaptes stricklandi là một loài chim trong họ Picidae.